# Unterrichtsanstalt des Kunstgewerbemuseums Berlin

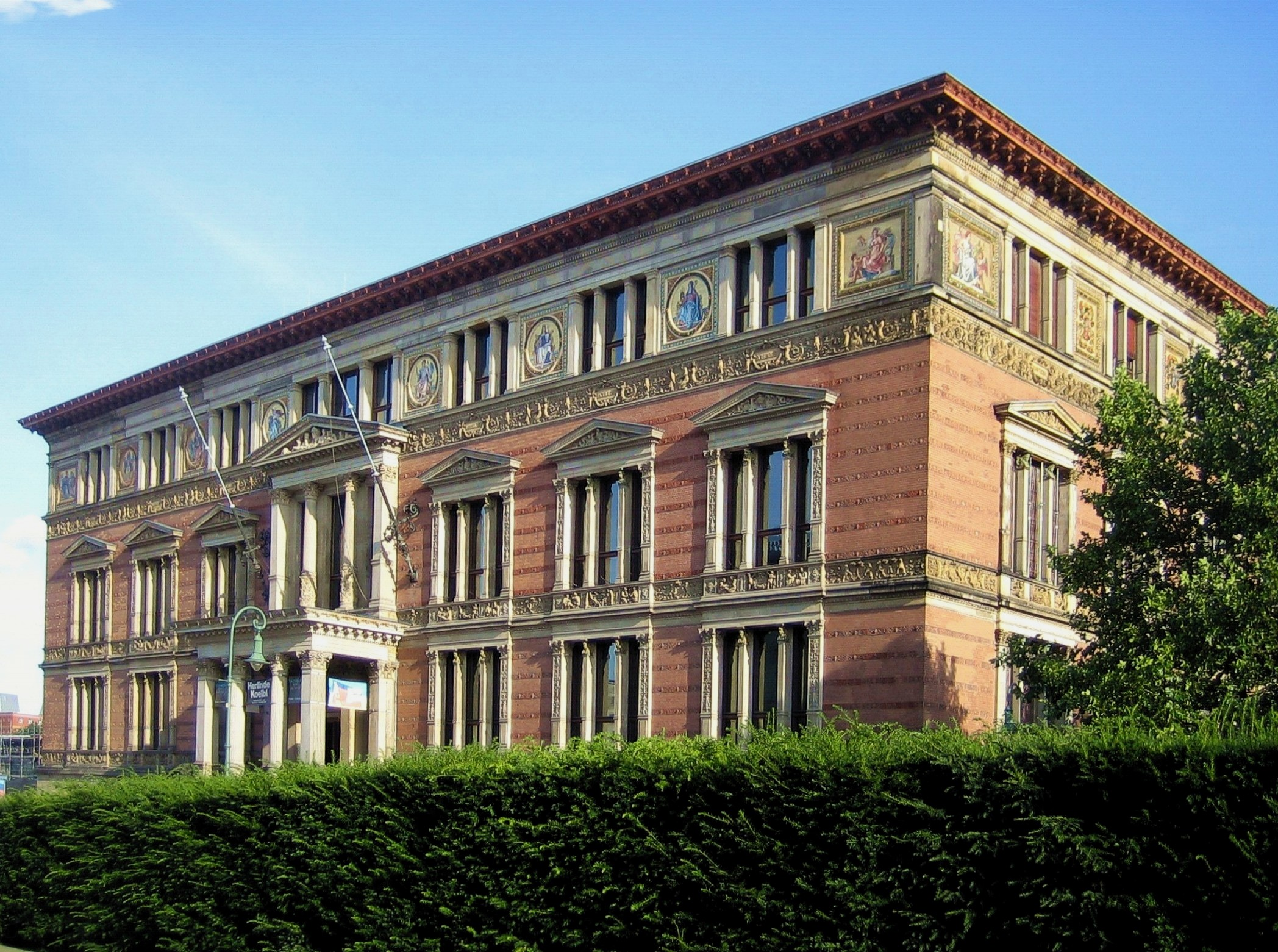
Der Nordflügel des ehemaligen Kunstgewerbemuseums, langjähriger Sitz der Unterrichtsanstalt

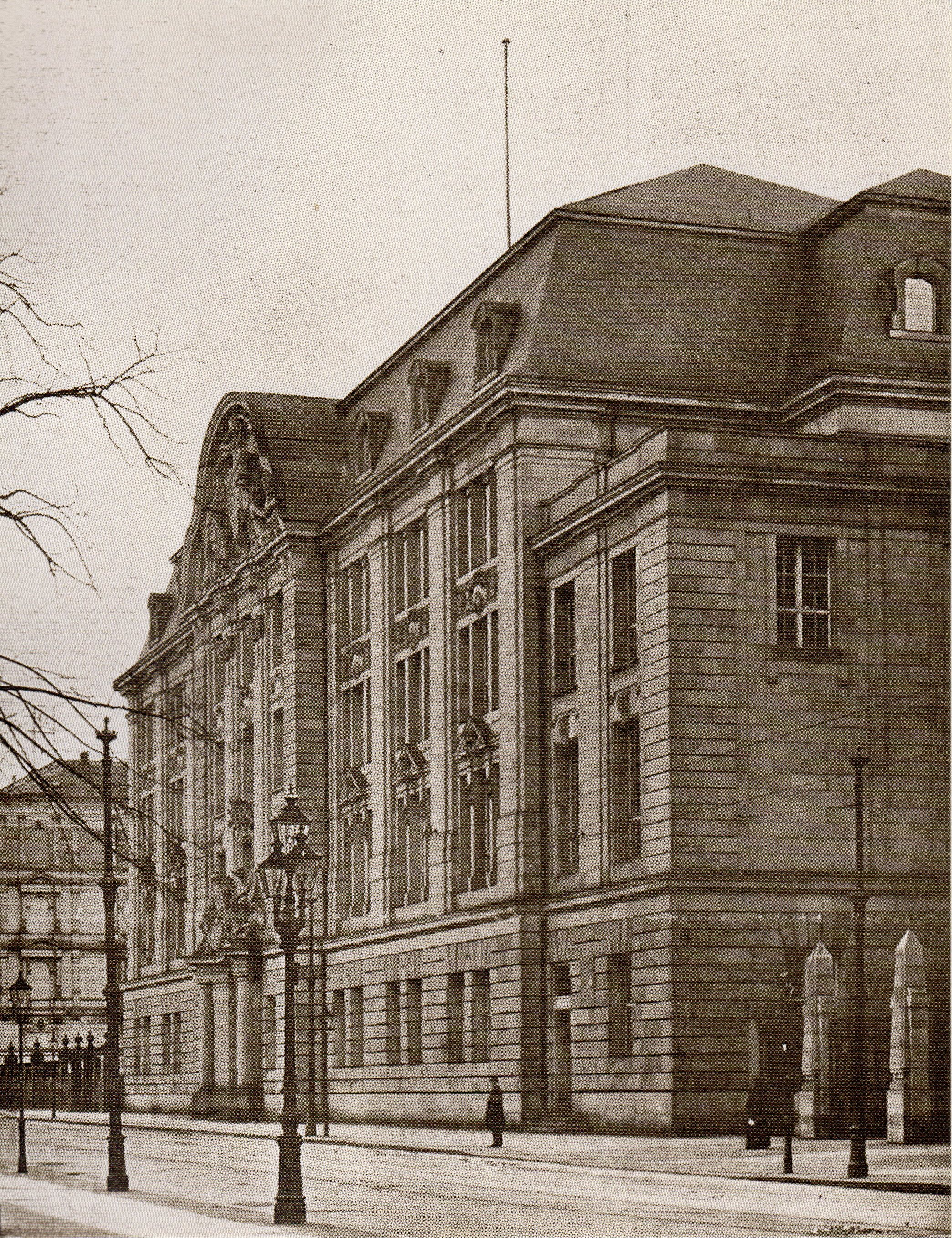
Die Unterrichtsanstalt des Kunstgewerbemuseums in der Prinz-Albrecht-Straße (heute: Niederkirchnerstraße), Neubau von 1905 (im Zweiten Weltkrieg zerstört)

Die Unterrichtsanstalt des Kunstgewerbemuseums Berlin entstand 1868 auf Initiative des Vereins Deutsches Gewerbemuseum zu Berlin als Ausbildungsanstalt zum gleichzeitig gegründeten Kunstgewerbemuseum. Bis 1921 blieben Museum und Schule an verschiedenen Standorten miteinander verbunden. Herausgelöst aus dem Museum vereinigte sich die Ausbildungsanstalt 1924 mit der Hochschule für die Bildenden Künste zu den Vereinigten Staatsschulen für freie und angewandte Kunst. Damit ist sie eine der Vorgängerinstitutionen der heutigen Universität der Künste Berlin.

## Die Geschichte der Unterrichtsanstalt

### Der Verein Deutsches Gewerbemuseum zu Berlin als treibende Kraft
Die Weltausstellungen in London 1851 und in Paris 1855 zeigten die wachsende industrielle Produktion aber auch die Notwendigkeit der künstlerischen Förderung des Gewerbes und der Industrie. Mustersammlungen in Form von Kunstgewerbemuseen und Ausbildungsanstalten – Kunstgewerbeschulen – sollten einerseits das künstlerische Empfinden schulen und andererseits zu besser gestalteten Produkten führen. In Berlin entstand als treibende Kraft der Verein Deutsches Gewerbemuseum zu Berlin. Das Centralblatt der Bauverwaltung schrieb 1882 anlässlich der Eröffnung des Berliner Kunstgewerbemuseums:

„Geleitet von dankenswerther Aufmunterung durch die von hohem Interesse für die Kunstindustrie beseelte Kronprinzessin [Victoria] von Preußen ergriff eine Anzahl einsichtsvoller Männer aus Künstler-, Gelehrten-, Beamten- und Kaufmann-Kreisen Berlin im März 1867 durch Aufruf und Bildung eines Comités die Initiative zu energischem Vorgehen und so entstand zunächst der Verein: Deutsches Gewerbe-Museum, welcher das innerhalb ziemlich weiter Grenzen sich bewegende Ziel hatte, ‚dem heimischen Kunstfleiß die Hülfsmittel der Kunst und Wissenschaft zugänglich zu machen‘. In richtiger Erkenntnis des vorliegenden Bedürfnisses fasste derselbe von vornherein die Vereinigung einer Unterrichtsanstalt mit einer Sammlung mustergültiger kunstgewerblicher Vorbilder ins Auge.“

Der Verein erhielt am 5. August 1867 „durch Allerhöchsten Erlaß“ des Königs (und späteren Kaisers) Wilhelm I. die Rechte einer juristischen Person. Die Fürsprache des Kronprinzen Friedrich sicherte dem Gewerbeverein zudem 45.000 Mark aus Staatsmitteln für Ankäufe an der Pariser Weltausstellung von 1867.

### Provisorien an wechselnden Standorten
Bereits am 12. Januar 1868 eröffnete die Unterrichtsanstalt zusammen mit zwei Sammlungssälen des Kunstgewerbemuseums im durch den Verein Deutsches Gewerbemuseum angemieteten ehemaligen Gropiusschen Diorama an der Georgen- / Ecke Stallstraße, der heutigen Universitätsstraße. Die 230 Schüler wurden in zwei Tageskursen sowie vier Sonntags- und vier Abendkursen unterrichtet. Erster Direktor des Kunstgewerbemuseums und der Sammlung war der Architekt Conrad Grunow. Eine Ausstellung von Kunstgewerbearbeiten aus der Königlichen Kunstkammer, verschiedenen Schlössern des Königshauses und aus Privatbesitz unter der Schirmherrschaft des Kronprinzen im Berliner Zeughaus war 1872 Anlass zur Gründung eines eigentlichen Kunstgewerbemuseums als eigene Abteilung neben der Unterrichtsanstalt. Zu seinem Direktor wurde der Kunsthistoriker Julius Lessing, der bereits wesentlich an der Ausstellung im Zeughaus und am bisherigen Aufbau der Sammlung beteiligt war. Ernst Ewald übernahm neu die Schule und führte sie bis 1904. Wegen steigendem Platzbedarf und da das Diorama der Berliner Stadtbahn weichen musste, zog die Unterrichtsanstalt zusammen mit dem Kunstgewerbemuseum Ende März 1873 in ein altes Fabrikgebäude der Königlichen Porzellanmanufaktur an der Leipziger Straße 4 Ecke Königgrätzer Straße 120, der heutigen Stresemannstraße.

### Der Neubau des Kunstgewerbemuseums und der Unterrichtsanstalt an der Prinz-Albrecht-Straße
In den Jahren 1877 bis 1881 entstand auf dem Grundstück Prinz-Albrecht-Straße 7 (heute: Niederkirchnerstraße) ein eigenes Gebäude für das Kunstgewerbemuseum nach den Plänen der Architekten Martin Gropius und Heino Schmieden. Auch in diesem Neubau, dem heutigen Martin-Gropius-Bau, waren Schule und Museum vereint. Dies beeinflusste die Gestaltung des Gebäudes wesentlich, wie die Festschrift zur Eröffnung von 1881 verrät:

„Die Disposition des Bauplanes ergab sich aus der Forderung, dass in dem zu errichtenden Gebäude die nötige Anzahl von Sammlungssälen, Bibliotheks- und Verwaltungs-Räumen, mit den für die Unterrichts-Anstalt erforderlichen Klassen- und Ateliers zu vereinigen war. Demgemäss sind sämtliche, im I. und II. Geschoß der Nordfront belegenen Räume für diesen letzteren Zweck bestimmt, und die sich aus demselben ergebende Form und Größe der Fenster ist für den ganzen Bau festgehalten.“

Im Sockelgeschoss verfügte die Unterrichtsanstalt über sechs Klassenräume für Unterricht in Modellieren, einen Raum zur Aufbewahrung des Tons, zwei Ziselierwerkstätten, ein Atelier und drei Räume für die Sammlung der Gipsabgüsse. Im Erdgeschoss lag an der Nordseite der gemeinsame Haupteingang der Schule und des Museums. Der Korridor nach rechts führte zur Bibliothek und ihrem Lesesaal sowie zum internen Treppenhaus der Unterrichtsanstalt. Der Korridor nach links führte zu den Verwaltungsräumen, die sich zum Teil in einem eingezogenen Zwischengeschoss befanden. Im ersten Obergeschoss, wiederum an der Nordseite, fanden sich weitere Unterrichtsräume für die Tagesklassen und Lehrerateliers. Das zweite Obergeschoss, ganz der Unterrichtsanstalt zugeteilt, umfasste neben weiteren Ateliers und Unterrichtsräumen für die Tagesklassen das Lehrerzimmer, Unterrichtsräume für die Abendklassen, Sitzungszimmer und über der südlichen Haupttreppe einen Hörsaal für 260 Personen.

### Wachstum und Erweiterung
Die 1885 zum Staatsinstitut ernannte Schule wuchs laufend, sodass im Gebäude Wilhelmstraße 89 weitere Räume angemietet werden mussten. In den Jahren 1901 bis 1905 errichtete die Unterrichtsanstalt unter der Bauleitung von Georg Büttner einen Erweiterungsbau auf dem Nachbargrundstück Prinz-Albrecht-Straße 8, der am 1. Oktober 1905 eröffnet wurde. Im Westflügel des Erweiterungsbaus fand die seit 1894 zu einer eigenen Museumsabteilung erhobene Bibliothek des Kunstgewerbemuseums neuen Raum. Sie war durch die 1886 erworbene Sammlung ornamentaler Handzeichnungen des Pariser Architekten Gabriel-Hippolyte Destailleur und die Kostümbibliothek des Berliner Verlegers Franz von Lipperheide wesentlich gewachsen.

### Vereinigung mit der Hochschule für die Bildenden Künste
Nach dem Tod des langjährigen Direktors Ernst Ewald und der kommissarischen Direktion Paul Mohns von 1905 bis 1906 folgte 1907 der Architekt Bruno Paul als Leiter der Schule. Mit dem Umzug des Kunstgewerbemuseums in das Berliner Stadtschloss 1921 löste sich die Unterrichtsanstalt des Kunstgewerbemuseums aus dem Verbund der Staatlichen Museen. Direktor Bruno Paul verfolgte die Vereinigung der Unterrichtsanstalt mit der Hochschule für die Bildenden Künste als Ziel. Nach der erfolgreichen Fusion der beiden Institute am 1. Oktober 1924 übernahm er bis 1933 die Gesamtleitung der neuen Vereinigten Staatsschulen für freie und angewandte Kunst an der Hardenbergstraße 33 in Berlin-Charlottenburg.
Die Bibliothek des Kunstgewerbemuseums, 1924 umbenannt in Staatliche Kunstbibliothek, blieb in der Prinz-Albrecht-Straße 8. Die Ateliers im Mansardengeschoss wurden weiterhin Künstlern vermietet. Die ehemaligen Unterrichtsräume mietete eine Privatfirma, deren Mietvertrag am 31. März 1933 auslief. Anschließend übernahm die Gestapo das Haus und richtete hier 1939 die Gestapozentrale als Amt IV des Reichssicherheitshauptamtes ein. Das Gebäude erlitt 1944 und 1945 schwerste Kriegsschäden und wurde 1953/1954 abgebrochen. Die 1986/1987 entdeckten Keller und Fundamente der ehemaligen Unterrichtsanstalt sind heute in der Ausstellung Topographie des Terrors zu sehen.

## Die Ausbildung
Ziel der Unterrichtsanstalt war die Ausbildung der Schüler in den verschiedenen Bereichen des Kunsthandwerks und der Kunstindustrie. Die Schule setzte sich aus den zwei voneinander unabhängigen Abteilungen der Tagesschule und der Abendschule zusammen. Die Tagesschule bot Fachklassen wechselnder Zahl und Inhaltes in den Hauptbereichen Architektur, Plastik und Malerei. Die Buchreihe Berlin und seine Bauten nennt im Jahr 1896 Klassen in den Bereichen „architektonisches Zeichnen, Modellieren, Ciselieren, dekorative Malerei, Holzschnitzerei, Schmelzmalerei, Figurenzeichnen, Malen und Musterzeichnen, Kupferstich, Radierung und Kunststickerei“.
Im Gegensatz zu den praktisch orientieren Fachklassen der Tagesschule mit Ateliers und Lehrwerkstätten bot die Abendschule „allgemeine und theoretische Lehrzweige, welche allen kunstgewerblichen Beschäftigungen Förderung gewähren“. Schüler der Tagesklassen besuchten deshalb auch Abendklassen zur Abrundung ihrer Vorbildung. Für die Zulassung erwartete die Unterrichtsanstalt die Kenntnis eines Handwerks und eine künstlerische Vorbildung, die die jungen Leute meist in der als „Vorschule“ dienenden Königlichen Kunstschule an der Klosterstraße 75 erworben hatten. Für die Tagesschule musste eine Aufnahmeprüfung abgelegt werden, während für die Abendschule einige Probearbeiten genügten.

## Prominente Lehrer und Schüler

### Lehrer
Neben den erwähnten Direktoren Ernst Ewald, Paul Mohn und Bruno Paul lehrten unter anderem Hans Bernoulli, Karl Blossfeldt, Wilhelm Büning, Wilhelm Cremer, Emil Doepler, Ludwig Gies, Alfred Grenander, Ernst Henseler, Meinhard Jacoby, Max Kaus, Max Friedrich Koch, Leo von König, Otto Lessing, Ferdinand Luthmer, Moritz Meurer, Emil Orlik, Edmund Schaefer, Ernst Johann Schaller, Karl-Tobias Schwab, Franz Skarbina, Ludwig Sütterlin, Adolf Strübe, Paul Thiersch, Joseph Wackerle, Emil Rudolf Weiß, Otto Stichling und Richard Wolffenstein an der Unterrichtsanstalt.
Siehe Kategorie:Hochschullehrer (Unterrichtsanstalt des Kunstgewerbemuseums Berlin)

### Schüler
Otto Bollhagen, Johann Michael Bossard, Carl Buchheister, Josef Fenneker, Bernhard Frydag, Herta Claudia Gabriel, August Gaul, Otto Gussmann, Arminius Hasemann, Erna Hitzberger, Hannah Höch, Erich Kips, Peter Kollwitz, Karl Friedrich Lippmann, Maria May, Eva Roemer, Ludwig Mies van der Rohe, Oskar Nerlinger, Julius Preller, Adolf Rettelbusch, Karl Peter Röhl, Otto Schmidt-Hofer, Egon Tschirch und Paul Türpe sind einige Beispiele aus der großen Schülerschar, die in den über 50 Jahren ihres Bestehens die Ausbildungsanstalt besuchten.